# Heinrich Becker (Schauspieler)

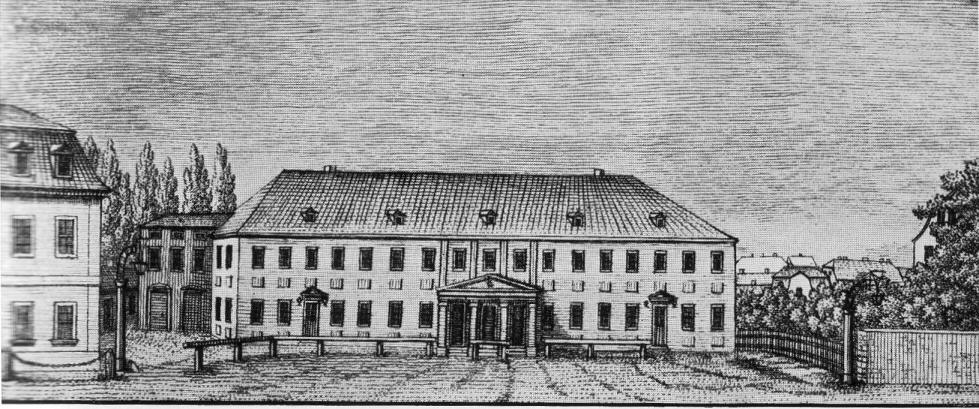
Das Weimarer Hoftheater um 1800

Heinrich Becker (* 1770 in Berlin; † 1822 in Weimar) war ein deutscher Schauspieler und Regisseur, dessen Familie 1861 geadelte mit dem Namen von Blumenthal war.

## Leben und Wirken
Heinrich Becker kam im Jahre 1770 in Berlin zur Welt. Als sehr junger Mann erhielt er  eine Anstellung am Hoftheater in Weimar, als es bereits unter der Leitung von Johann Wolfgang von Goethe stand. Goethe erkannte sein Talent, ernannte ihn zum Regisseur, vertraute ihm einige Hauptrollen in seinen Stücken an und wandte sich in allen Fragen an ihn, die seine aufzuführenden Rollen betrafen.
Heinrich Becker war für viele Jahre Erster Schauspieler auf der Weimarer Bühne und obwohl er im komödiantischen Fache am besten war, spielte er zur größten Zufriedenheit von Goethe die Rolle des Vansen in Egmont. Auch die tragenden Hauptrollen in den Stücken von Friedrich Schiller spielte er in höchster Vollendung; besonders herausragend in den Rollen als Burleigh in Maria Stuart, Karl Moor in Die Räuber und als Antonio in Torquato Tasso.

### Heinrich Becker und seine Frauen

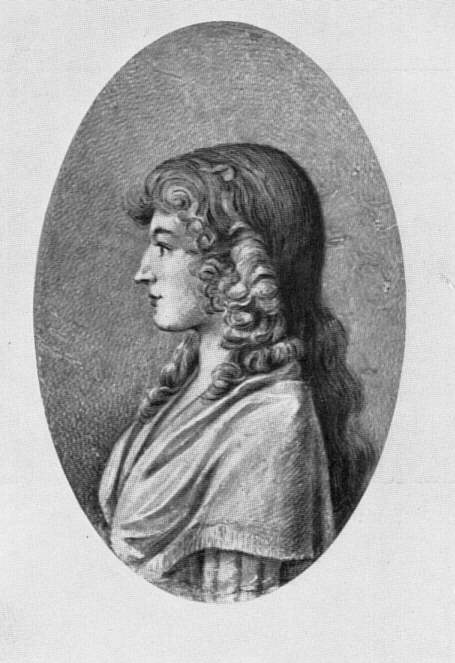
Seine erste Frau Christiane Becker-Neumann

In der Zeit seines größten Erfolges heiratete er 1794 seine fünfzehnjährige, erfolgreiche Schauspielerkollegin Christiane Neumann. Ihre erste Tochter kam in demselben Jahr noch zur Welt, eine zweite starb 1796 kurz nach der Geburt. Auf einem Gastspiel erkrankte seine Frau im Sommer 1797 an Tuberkulose. Sie starb am 22. September 1797 mit 18 Jahren.
1803 heiratete Heinrich Becker erneut die neunzehnjährige Schauspielerkollegin Amalie Malcolmi, doch die Ehe verlief unglücklich – zu verschieden waren ihre Charaktere um eine harmonische Beziehung zu führen. Die temperamentvolle Amalia Becker ließ sich bereits ein Jahr später von ihm scheiden, um nur wenige Monate später am 26. Dezember 1804 ihren nur um ein Jahr älteren Kollegen Pius Alexander Wolff, einem erfolgreichen Zögling von Goethe, zu heiraten. Beide neu Verheiratete hatten immer mehr aufsehend erregende Erfolge während der Stern von Heinrich Becker sank.
1810 heiratete er Karoline Ambrosch, aber auch diese Ehe wurde bereits 1812 geschieden.

### Abschied und Wiederankunft in Weimar
Im Frühjahr 1809 verließ Becker Weimar um in Hamburg unter Friedrich Ludwig Schröder, der im April 1791 zu Besuch in Weimar gewesen war, und Ende des Jahres als Mitglied des Breslauer Theaters unter der Leitung von Streit zu spielen. In Breslau heiratete er die Sängerin Minna Ambrosch. Er blieb einige Jahre in Breslau, führte aber dann Leben eines wandernden Schauspielers und schloss sich zahlreichen Wanderbühnen an. In der Gesundheit angegriffen und vom Glück verlassen, kehrte er 1820 nach Weimar zurück, wo Goethe ihn herzlich empfing. Nachdem er zwei Jahre noch mit recht unterschiedlichem Erfolg auf der Bühne stand, starb er 1822 in Weimar in geistiger Umnachtung.